# Andrea Magnani
Andrea Magnani (Rimini, 1971) è un regista e sceneggiatore italiano.

## Biografia
Laureato in scienze politiche, intraprende nel 2002 la carriera di sceneggiatore, per il cinema e la televisione. Nel 2006 affronta la sua prima regia a cui seguiranno le riprese di diversi cortometraggi e documentari. Del 2017 è il suo primo lungometraggio, Easy - Un viaggio facile facile.

## Filmografia

### Regista
- Easy - Un viaggio facile facile (2017)
- La lunga corsa (2022)

### Sceneggiatore

#### Cinema
- Easy - Un viaggio facile facile (2017)

#### Televisione
- Grandi domani, regia di Vincenzo Terracciano (2005)
- L'amore e la guerra, regia di Giacomo Campiotti (2007)
- L'ispettore Coliandro, episodio: Sesso e segreti, regia dei Manetti Bros. (2009)
- Distretto di Polizia, regia di Alberto Ferrari (2009-2011)

## Premi e riconoscimenti
David di Donatello
- 2018 - Nominato a miglior regista esordiente per Easy - Un viaggio facile facile

Locarno Festival
- 2017 - Concorso Cineasti del Presente - Easy - Un viaggio facile facile